# Robert Cohen (pugile)
Robert Cohen, soprannominato Gambuch (Annaba, 15 novembre 1930 – Bruxelles, 2 marzo 2022), è stato un pugile francese, della comunità ebraica franco-algerina. Fu campione del Mondo dei pesi gallo tra il 1955 e il 1956, prima di doversi arrendere ai pugni di Mario D'Agata.

## Biografia

### Carriera da dilettante
Cohen vinse la medaglia d'argento ai Campionati francesi per dilettanti del 1950 perdendo in finale da Jacques Dumesnil. L'anno seguente perse di nuovo in finale contro Joseph Perez. Fu però notato dal procuratore Charles Raymond che si offrì di fargli da manager .

### Carriera da professionista
Passato al professionismo, Cohen vinse 31 combattimenti su 34, tra il settembre 1951 e l'ottobre 1953, con due pari e una sola sconfitta, combattendo quasi sempre a Parigi. Tra gli sconfitti, il futuro Campione di Francia ed avversario di Gianni Zuddas, André Valignat.
Fu allora designato a contendere la cintura di Campione di Francia dei pesi gallo a Maurice Sandeyron che aveva già sconfitto il 19 gennaio 1953, per KO al nono round in un incontro senza titolo in palio. Il 6 novembre 1953, a Parigi, Cohen conquistò facilmente il titolo nazionale ai punti in quindici riprese. 
Il 27 febbraio 1954, a Belfast, conquistò il titolo europeo dei pesi gallo, mettendo Ko alla terza ripresa il nord irlandese John Kelly, di fronte a una folla di 20.000 tifosi del suo avversario. Mise Kelly quattro volte al tappeto nel secondo round, prima che fosse salvato dal gong. Gli bastarono trenta secondi, nel terzo round per atterrarlo sino al conteggio completo, con un destro alla mascella. Ebreo osservante, la mattina dell'incontro si era raccolto a pregare brevemente in una sinagoga.
Il 15 maggio successivo, a Tunisi, incrociò i pugni per la prima volta con l'italiano Mario D'Agata, vincendo ai punti un match non valido per il titolo. 
Il 19 settembre 1954, conquistò il titolo mondiale vacante dei pesi gallo a Bangkok, in Thailandia, contro il tenente di polizia Chamroem Songkitrat. Un'enorme folla di 60.000 persone, tra cui il re e la regina Sirikit di Thailandia, assistette al sanguinoso match. Cohen combatté con un polso gravemente slogato a partire dal quinto round e il suo avversario con il naso fratturato. La decisione ai punti in favore di Cohen fu controversa perché il giudice thailandese aveva assegnato la vittoria al pugile di casa per mezzo punto, mentre l'arbitro e il giudice Nat Fleischer decretarono vincitore il franco-algerino rispettivamente per tre e un punto. 
Il 23 dicembre 1954, Cohen fu privato del suo titolo dalla National Boxing Association per non essere riuscito a difenderlo entro 90 giorni contro Raúl "Raton" Macías. Gli altri organismi pugilistici, tuttavia, continuarono a riconoscere Cohen come campione del Mondo. 
Il 3 settembre 1955, mise allora in palio con Willie Toweel il suo titolo mondiale di pesi gallo a Johannesburg, in Sudafrica. Il suo avversario non aveva mai toccato il tappeto prima di allora ma stavolta fu contato tre volte nel secondo round e una volta nel decimo. Tuttavia l'arbitro e giudice unico sudafricano dichiarò il match concluso in parità, lasciando salomonicamente il titolo nei guantoni del francese. 
L'11 dicembre 1955 Cohen perse per ferita a 1:27 del decimo round, contro il campione di Francia dei pesi piuma Cherif Hamia davanti a un pubblico di 14.000 spettatori. Cohen fu messo al tappeto al secondo e al settimo round. Qualche tempo dopo l'incontro, Cohen fu gravemente ferito in un incidente automobilistico riportando la frattura della mascella. Si pensa che tale infortunio abbia condizionato il prosieguo della sua carriera.
Il 29 giugno 1956 sul ring dello stadio Olimpico di Roma, Robert Cohen perse la cintura mondiale dei gallo per Kot al settimo round per mano di Mario D'Agata. Di fronte a una folla di 38.000 spettatori, D'Agata mise Cohen al tappeto sino al conteggio di nove, alla fine del sesto round. Durante l'intervallo, l'arbitro decretò la fine del match a causa di un grave squarcio sulla fronte sinistra di Cohen, assegnando la vittoria all'italiano. Il combattimento era riconosciuto valido per il titolo da tutti gli organismi pugilistici, tranne che dall'NBA che aveva dichiarato decaduto Cohen. Solo un anno e mezzo prima, D'Agata era stato ferito da un colpo di fucile.
Il franco-algerino si ritirò dopo il suo combattimento con Mario D'Agata, se si eccettua un tentativo di risalire sul ring contro Peter Locke, nel luglio 1959, conclusosi con una sconfitta ai punti.
Nel 1988, Robert Cohen fu ammesso nella International Jewish Sports Hall of Fame.

### Dopo il ritiro
Cohen si trasferì con sua moglie Zita in Congo e iniziò a lavorare nel settore tessile e della vendita al dettaglio dei prodotto dell'azienda del suocero. Aprì anche una palestra di boxe con un certo successo, sino alla statalizzazione dell'attività, che comportò l'emigrazione in Europa dei suoi allievi migliori. Negli anni '80 Cohen aprì un'attività di importazione ed esportazione di tessili a Bruxelles.